# Thera contracta
Thera contracta är en fjärilsart som beskrevs av George Duryea Hulst 1896. Thera contracta ingår i släktet Thera och familjen mätare. Inga underarter finns listade i Catalogue of Life.